# The Late Show with Stephen Colbert
Ne doit pas être confondu avec Late Show (émission de télévision, 1993).
Cet article concerne le talk show de Stephen Colbert. Pour celui de David Letterman, voir Late Show with David Letterman.
 (octobre 2023).
The Late Show with Stephen Colbert /ðə leɪt ˈʃoʊ wɪθ ˈstiːvən ˈkoʊlbəɹt/ est une émission de télévision américaine, de type late-night show, présentée par l'humoriste américain Stephen Colbert. Elle est diffusée depuis le 8 septembre 2015, en troisième partie de soirée, sur le réseau de télévision CBS.
Elle fait suite à l'émission Late Show with David Letterman, annulée au printemps 2015 à la suite du départ à la retraite de Letterman. Colbert, alors présentateur du Colbert Report sur Comedy Central, a été choisi pour le remplacer fin 2014.

## Historique

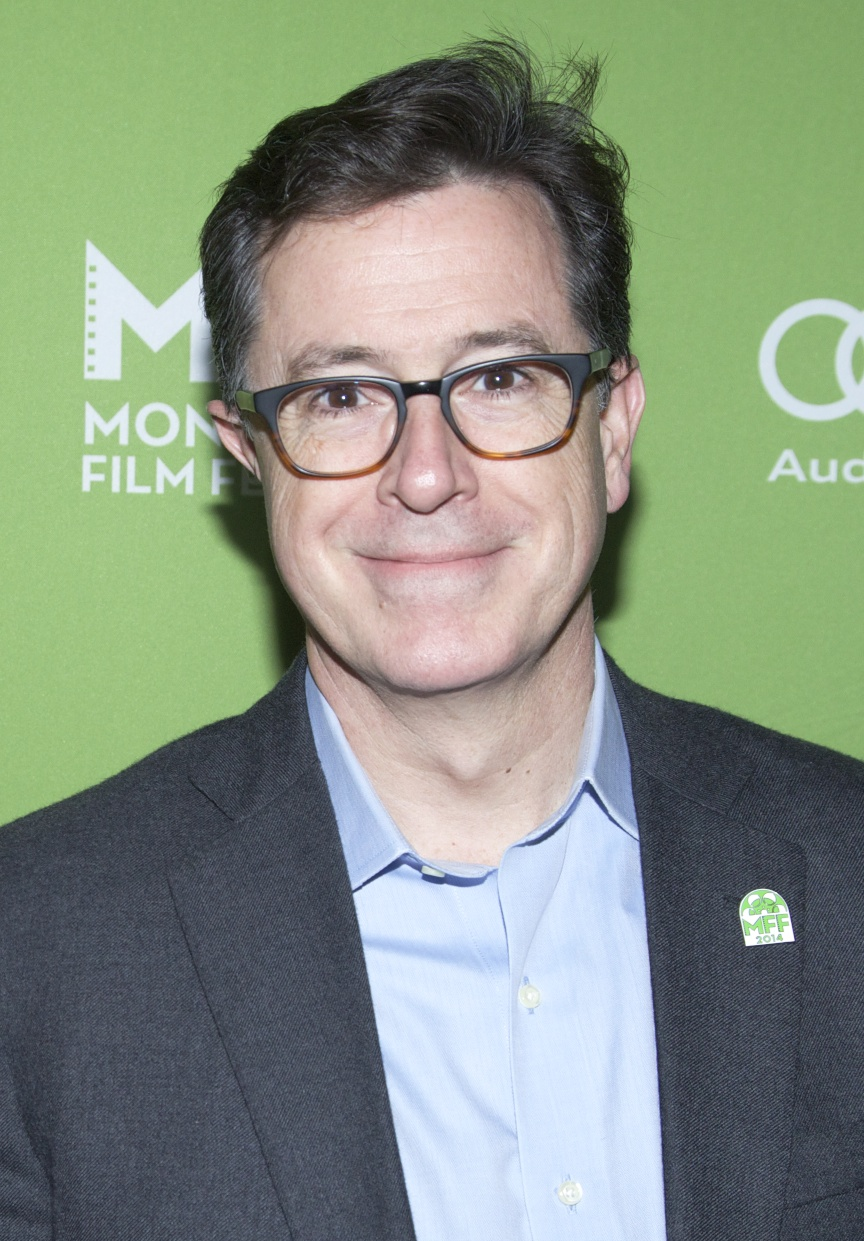
Stephen Colbert en mai 2014.

Depuis longtemps, CBS a tenté de contrebalancer la popularité du The Tonight Show de NBC avec des talk-shows comme The Merv Griffin Show (1969-1972) et The Pat Sajak Show (1989-1990) qui furent annulés faute d'audience. Pendant près de vingt ans, la troisième partie de soirée de CBS consistait essentiellement en des films, des rediffusions et des émissions spéciales regroupées sous le nom de CBS Late Night et Crimetime After Primetime, qui ne recevaient que des audiences moyennes. Lorsque David Letterman, présentateur du Late Night with David Letterman de NBC, n'est pas choisi pour animer le Tonight Show (Jay Leno obtient le poste), CBS se précipite pour lui proposer un contrat de trois ans pour 14 millions de dollars, le double de son salaire au Late Night.
Le Late Show de Letterman dépasse rapidement l'audience du Tonight Show de Leno, et reste en tête pendant deux ans. Le 10 juillet 1995, Leno interviewe Hugh Grant après son arrestation médiatisée, et l'audience augmente jusqu'à dépasser Letterman au cours des années suivantes. Leno a aussi probablement bénéficié des programmes en primetime estampillés Must See TV diffusés à partir de 1995 sur NBC. De même, CBS a souffert du changement des droits de diffusion de la National Football League pour le réseau Fox en 1994, diminuant l'audience du Late Show alors qu'il commençait à devenir populaire. Cependant, le Late Show a joui d'une large audience tout au long de sa diffusion, réunissant environ 3 millions de téléspectateurs chaque soir, avec un public plus vieux que parmi les autres late-night shows de la télévision américaine. Cela a incité CBS à choisir un remplaçant plus jeune pour rivaliser avec The Tonight Show Starring Jimmy Fallon (NBC) et Jimmy Kimmel Live! (ABC). L'émission de Colbert était l'une des plus populaires parmi les étudiants et les hommes de 18 à 34 ans, la cible privilégiée des programmes comiques de troisième partie de soirée.
Le 3 avril 2014, David Letterman a annoncé son départ à la retraite prévue pour le 20 mai 2015. Sans avoir préalablement consulté Letterman, CBS a proposé à Stephen Colbert un contrat de cinq ans. Contrairement à sa précédente émission The Colbert Report, où il interprétait une version fictive de lui-même, Colbert présentera l'émission dans son propre rôle.

## Production
Colbert a reçu de la production un contrôle presque total de son émission, CBS n'ayant imposé que quelques détails concernant le format. Colbert a emmené avec lui la plupart de son équipe du Colbert Report sur le Late Show, et a aussi embauché quelques outsiders comme Daniel Kibblesmith ou Brian Stack, qui a travaillé par exemple avec l'humoriste et animateur Conan O'Brien.
En juin 2015, l'article défini « The » a été rajouté au titre de l'émission, qui devient alors « The Late Show » au lieu du « Late Show. » Peu après, Jon Batiste est choisi comme leader du groupe musical de l'émission, Stay Human (en) ; ils succèdent respectivement à Paul Shaffer et au CBS Orchestra qui avaient participé au Late Show de Letterman depuis 1993.

## Fin de l'émission sur CBS
Le 17 juillet 2025, la fin de l'émission est annoncée par CBS et Stephen Colbert après la saison 2026 en avançant des raison d'économies, alors que l'émission dominait largement sa concurrence au premier trimestre 2025. Stephen Colbert avait critiqué quelques jours auparavant le versement de 16 millions à Donald Trump par CBS dans le cadre d'une plainte de celui-ci.
La fin de l'émission critique de Donald Trump est faite dans le contexte où Paramount, maison mère de CBS, et Skydance Media, ont demandé l'autorisation de la Commission fédérale des communication (FCC) pour fusionner et créer un groupe évalué à 28 milliards de dollars, plus d'un an avant. La chaîne CBS a annoncé le versement de la somme à Donald Trump pour mettre fin à la plainte déposée par ce dernier contre elle au sujet de l'émission 60 Minutes qui proposait une entrevue avec Kamala Harris, accusée d'être remontée en faveur de la candidate démocrate. Brendan Carr, le président de la Commission fédérale des communication nommé par Donald Trump, avait annoncé que cette plainte serait prise en compte dans l'examen de la demande de fusion des deux groupes,.